# باولو ماسيدو
باولو ماسيدو هو اقتصادي وسياسي برتغالي، ولد في 14 يوليو 1963 في لشبونة في البرتغال.